# 아르디티 델 포폴로

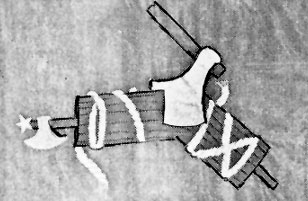
속간을 도끼로 내려치고 있는 아르디티 델 포폴로의 로고

아르디티 델 포폴로 치비타베키아 지부의 깃발

아르디티 델 포폴로(Arditi del Popolo)는 1921년 6월 말, 무솔리니의 국가 파시스트당과 검은 셔츠단의 폭력에 맞서기 위해 만들어진 전투적 반파시스트 그룹이며, 반파시즘이라는 그 자체의 목적을 위해 창설된 최초의 조직이다. 그룹은 민그리노(Mingrino), 아르고 세콘다리(Argo Secondari), 지노 루체티(Gino Lucetti, 1926년 9월 11일 무솔리니를 암살시도한 인물) 같은 이들이 공동 설립했으며, 이들은 혁명적 노조 운동가, 사회주의자, 공산주의자, 아나키스트, 공화주의자, 전(前)군 장교등으로 이루어져 있었다. 아르디티 델 포폴로(민중의 아르디티)는 파시스트 운동에 가담했던 정예 부대 아르디티(Arditi)의 파생물이었다. 아르디티에서 이탈하여 아르디티 델 포폴로를 형성한 이들은 아나키스트인 아르고 세콘다리와 가까운 견해를 가졌었다.

## 노동운동과 정당과의 관계
사회주의자, 아나키스트, 공산주의자로 이루어진 아르디티 델 포폴로는 사회주의 정당들에 의해 지지받지 못했다. 로마에서의 시위가 이루어진 다음날인 1921년 7월 7일, 사회주의 신문인 Avanti!는 이들을 비판했다.
1921년 7월 10일 레닌은 프라우다에 아르디티를 격려하며 전투적 반파시즘 운동에 반대하는 PCI의 보르디가 경향을 비판하는 기사를 썼다. PSI는 1921년 8월 3일, 무솔리니와 그의 파시스트 혁명당(Fascist Revolutionary Party)와 평화협정을 체결했으며, 동시에 노동총연맹(General Confederation of Labour, CGT)과 PSI는 공식적으로 반파시스트 민병대를 인정하기를 거부했다. 더욱이 PCI는 아르디티가 순수하게 공산주의자들로 이루어진 조직이 아니기 때문에 당원들에게 조직에서 탈퇴할 것을 요구했다. PCI는 그들 스스로의 전투적 그룹을 조직했지만, 이들의 행동은 상대적으로 미약했으며 비폭력적이고 합법적인 전술을 유지했다. 보르디가 경향은 맑스주의 철학자인 안토니오 그람시에 의해 비판 받았으며, 아르디티 델 포폴로를 지지하는 많은 공산주의자들에 의해 반대되었다. 1921년 10월, 코민테른은 아르디티를 지지하는 당원들을 징계하겠다고 위협하는 PCI의 태도를 종파주의라고 비판했다. 그러나 그람시와 그의 사회주의 신문인 L'Ordine Nuovo가 PCI의 방향을 지지하게 된 이후로, 말라테스타가 설립한 아나키스트 신문인 Umanità Nova는 아르디티 델 포폴로를 지지하는 노동운동의 유일한 대변자로 남게된다.

## 파르마와 그룹의 해산
아르디티 델 포폴로의 가장 중요한 성공은 1922년 8월 파르마에서 로베르토 파리나치(Roberto Farinacci)와 이탈로 발보가 이끌었던 20,000여명의 파시스트에 맞서, 1차대전의 참전용사인 안토니오 치에리(Antonio Cieri)와 구이도 피첼리(Guido Picelli)의 지휘를 받는 350여명의 반파시스트들이 도시를 성공적으로 방어한 사건이였다. 이 작전의 성공으로 인하여 아르디티는 대중들로부터 엄청난 지지를 받게된다.
그러나 국가 보안군과 파시스트의 공모로 많은 반파시스트 운동의 지도자들이 구금되거나 암살되었으며, 결과적으로 조직은 1924년 해체되었다.

## 유산
많은 아르디티 델 포폴로의 멤버들은 이후 스페인 내전에서 국제여단에 참여했다. 2차 세계대전당시 레지스탕스 운동에서 같은 이름을 사용하는 조직이 생겨나기도 했다. 공산주의자인 안토넬로 트롬바도리(Antonello Trombadori)와 루이지 롱고(Luigi Longo)는 1943년 6월 25일 같은 이름의 조직을 만들기도 했다.

## 같이 보기
- 베니토 무솔리니
- 이탈리아의 역사
- 반파시즘
- 비엔니오 로소

## 참고 문헌
- Tom Behan, The Resistible Rise of Benito Mussolini, Bookmarks, 2003, ISBN 978-1-898876-90-8 (account 보관됨 2012-02-06 - 웨이백 머신 of the book in Socialist Worker review)
- Iain McKay The Irresistible Correctness of anarchism (a review of Behan's book from an anarchist perspective)

### 이탈리아어 자료들
- Gentili, Valerio, Roma combattente, Roma, Castelvecchi, 2010
- Gentili, Valerio, La legione romana degli Arditi del Popolo, Roma, Purple Press, 2009
- Balsamini, Luigi, Gli Arditi del Popolo. Dalla guerra alla difesa del popolo contro le violenze fasciste, Casalvelino Scalo, Galzerano, 2002.
- Francescangeli, Eros, Arditi del Popolo. Argo Secondari e la prima organizzazione antifascista (1917-1922), Roma, Odradek, 2000.
- Rossi, Marco, Arditi, non gendarmi! Dall’arditismo di guerra agli arditi del popolo 1917-1922, Pisa, BFS, 1997.
- Fuschini, Ivan, Gli Arditi del Popolo, prefazione di Arrigo Boldrini, Ravenna, Longo, 1994.
- Cordova, Ferdinando, Arditi e legionari dannunziani, Padova, Marsilio, 1969.